# サミー・フィゲロア
サミー・フィゲロア（Sammy Figueroa、1948年11月16日 - ）は、アメリカの打楽器奏者。18歳でベーシストのボビー・バレンティンのバンドに加わり、ブラジル&ラテン・フュージョン・グループである「Raíces」を共同で率いた。ディスコグラフィには、ソロ・アルバムや自身が率いるバンドのアルバムに加え、幅広いジャンルのアーティストたちとの共演作が数多く含まれている。

## ディスコグラフィ

### ソロ・アルバム
- Talisman (2014年、Savant) ※with グラウシア・ナセール
- Memory of Water (2015年、Ashe)
- Imaginary World (2015年、Savant)

### サミー・フィゲロア & ヒズ・ラテン・ジャズ・エクスプロージョン
- ...and Sammy Walked In (2006年、Savant)
- The Magician (2007年、Savant)
- Urban Nature (2011年、Senator)

### 参加アルバム
24丁目バンド
- 『24thストリート・バンド』 - The 24th. Street Band (1979年)
- 『マンハッタンの夢』 - Share Your Dreams (1980年)

アヴェレイジ・ホワイト・バンド
- 『アヴェレイジ・ホワイト・バンド』 - AWB (1974年)
- 『キューピッズ・イン・ファッション』 - Cupid's In Fashion (1982年)
- Soul Tattoo (1996年)

ブレッカー・ブラザーズ
- 『バック・トゥ・バック』 - Back to Back (1976年)
- 『ドント・ストップ・ザ・ミュージック』 - Don’t Stop the Music (1977年)
- 『ストラップハンギン』 - Straphangin' (1981年)

シック
- 『ダンス・ダンス・ダンス』 - Chic (1977年)
- 『エレガンス・シック』 - C'est Chic (1978年)
- 『危険な関係』 - Risqué (1979年)
- 『リアル・ピープル』 - Real People (1980年)
- 『テイク・イット・オフ』 - Take It Off (1981年)
- 『タング・イン・シック』 - Tongue in Chic (1982年)

ソニー・ロリンズ
- 『ロード・ショウズ Vol.1』 - Road Shows, Vol. 1 (2008年)
- 『ロード・ショウズ Vol.2』 - Road Shows, Vol. 2 (2011年)
- 『ロード・ショウズ Vol.3』 - Road Shows, Vol. 3 (2014年)

デイヴィッド・リー・ロス
- 『クレイジー・フロム・ザ・ヒート』 - Crazy From The Heat (1985年) ※EP
- 『イート・エム・アンド・スマイル』 - Eat 'Em And Smile (1986年)
- 『スカイスクレイパー』 - Skyscraper (1988年)

その他
- デオダート : 『ヴェリー・トゥゲザー』 - Very Together (1976年)
- ジョージ・ベンソン : 『ユア・アイズ』 - In Your Eyes (1983年)
- ブロンディ : 『ザ・ハンター』 - The Hunter (1982年)
- トミー・ボーリン : 『ティーザー』 - Teaser (1975年)
- デヴィッド・ボウイ : 『レッツ・ダンス』 - Let's Dance (1983年)
- デヴィッド・ボウイ : 『トゥナイト』 - Tonight (1984年)
- ステファニー・ミルズ : 『燃えてラスト・ナイト』 - Tantalizingly Hot (1982年)
- ジョー・コッカー : 『アンチェイン・マイ・ハート』 - Unchain My Heart (1987年)
- メリサ・マンチェスター : 『ヘイ・リッキー』 - Hey Ricky (1982年)
- ホイットニー・ヒューストン : 『ホイットニーII〜すてきなSomebody』 - Whitney (1987年)
- マイルス・デイヴィス : 『ザ・マン・ウィズ・ザ・ホーン』 - The Man with the Horn (1981年)
- ジョーイ・デフランセスコ : Where Were You? (1990年)
- ピーター・トッシュ : 『ミスティック・マン』 - Mystic Man (1979年)
- キャンディ・ステイトン : 『ラヴィン・ユー、ラヴィン・ミー / キャンディ・ステイトンの魂』 - Candi Staton (1980年)
- ビリー・スクワイア : 『テル・ザ・トゥルース』 - Tell the Truth (1993年)
- アル・フォスター : 『ミスター・フォスター』 - Mr. Foster (1979年)
- グレイソン・ヒュー : Road to Freedom (1992年)
- 福村博 : 『ホット・ショット』 - Hot Shot (1985年)
- メイジャー・ハリス : 『ハウ・ドゥー・ユー・テイク・ユア・ラヴ』 - How Do You Take Your Love (1978年)
- デイヴ・グルーシン : West Side Story (1997年)
- ダリル・ホール&ジョン・オーツ : 『OOH YEAH!』 - Ooh Yeah! (1988年)
- デボラ・ハリー : 『予感』 - KooKoo (1981年)
- エタ・ジョーンズ : 『クリスマス・ウィズ・エッタ・ジョーンズ』 - Christmas with Etta Jones (1990年)
- エタ・ジョーンズ : Reverse the Charges (1992年)
- ミック・ジャガー : 『シーズ・ザ・ボス』 - She's the Boss (1985年)
- フランス・ジョリ : Now! (1982年)
- スタンリー・ジョーダン : 『マジック・タッチ』 - Magic Touch (1985年)
- デビー・ギブソン : 『ボディ・マインド・ソウル』 - Body, Mind, Soul (1993年)
- ポール・キャラック : 『グルーヴ・アプルーヴド』 - Groove Approved (1989年)
- チャカ・カーン : 『ノーティ』 - Naughty (1980年)
- チャカ・カーン : 『ビバップを歌う女』 - Chaka Khan (1983年)
- ベン・E・キング : 『ミュージック・トランス』 - Music Trance (1980年)
- キャロル・キング : 『シティ・ストリーツ』 - City Streets (1989年)
- スティーヴン・ヴァン・ザント : 『N.Y,スーパー・バンド』 - Men Without Women (1982年) ※Little Steven & The Disciples of Soul名義
- アール・クルー : 『ウィッシュフル・シンキング』 - Wishful Thinking (1986年)
- ハービー・マン : Peace Pieces - The Music of Bill Evans (1995年)
- ジェイ・マクシャン : 『ビッグ・アップル・バッシュ』 - The Big Apple Bash (1979年)
- ベット・ミドラー : 『エロスの囁き』 - Thighs and Whispers (1979年)
- チャールズ・ミンガス : 『ミー、マイセルフ・アン・アイ』 - Me, Myself an Eye (1979年) ※ミンガス・ビッグバンドによる没後アルバム
- ボブ・ミンツァー : 『ディパーチュア』 - Departure (1993年)
- オノ・ヨーコ : 『イッツ・オーライト』 - It's Alright (I See Rainbows) (1982年)
- ジミー・ポンダ― : Come On Down (1991年)
- ダイアナ・ロス : 『ザ・ボス』 - The Boss (1979年)
- ダイアナ・ロス : 『レッド・ホット・リズム&ブルース』 - Red Hot Rhythm & Blues (1987年)
- レオ・セイヤー : 『この愛は君だけに』 - World Radio (1982年)
- ジョン・スコフィールド : 『フーズ・フー?』 - Who's Who? (1979年)
- シスター・スレッジ : 『華麗な妖精たち』 - We Are Family (1979年)
- パティ・スミス : 『ドリーム・オブ・ライフ』 - Dream of Life (1988年)
- スパイロ・ジャイラ : 『スリー・ウィッシズ』 - Three Wishes (1992年)
- ルーサー・ヴァンドロス : 『フォーエバー・ラブ』 - Forever, for Always, for Love (1982年)
- ナラダ・マイケル・ウォルデン : 『アイ・クライ、アイ・スマイル』 - I Cry, I Smile (1977年)